# ژیتنیتسا (استان دوبریچ)
ژیتنیتسا (به بلغاری: Zhitnitsa) یک منطقهٔ مسکونی در بلغارستان است که در شهرستان دوبریچکا واقع شده‌است.